# Neopucroliella
Neopucroliella es un género de arácnido  del orden Opiliones de la familia Gonyleptidae.

## Especies
Las especies de este género son:
- Neopucroliella bruchi
- Neopucroliella calamuchitaensis
- Neopucroliella extraordinaria
- Neopucroliella mesembrina
- Neopucroliella nonoensis
- Neopucroliella pertyi
- Neopucroliella sanctiludovici